# Lanaken
Lanaken là một đô thị ở tỉnh Limburg. Ngày 1 tháng 1 năm 2007, Lanaken có tổng dân số 24.724 người. Tổng diện tích là 59,00 km² với mật độ dân số 415 người trên mỗi km².
Đô thị này nằm ở biên giới với Hà Lan, cách Maastricht gần 10 km.
Lanaken bao gồm các làng: Lanaken, Rekem, Neerharen, Gellik, Veldwezelt, Smeermaas và Kesselt.